# Xã Weimer, Quận Jackson, Minnesota
Xã Weimer (tiếng Anh: Weimer Township) là một xã thuộc quận Jackson, tiểu bang Minnesota, Hoa Kỳ. Năm 2010, dân số của xã này là 142 người.